# Кристоф Мартин фон Дегенфелд-Шонбург
Кристоф Мартин фон Дегенфелд-Шонбург (на немски: Christoph Martin, Graf von Degenfeld-Schönburg; * 26 април 1689, Франкфурт на Майн; † 16 август 1762, Франкфурт на Майн) е граф на Дегенфелд-Шонбург, пруски генерал, пруски дипломат, държавен и военен министър.

## Биография
Той е син на тайния съветник на Курпфалц фрайхер Максимилиан фон Дегенфелд (1645 – 1697) и втората му съпруга фрайин Маргарета Хелена фон Канщайн (1665 – 1746), дъщеря на фрайхер Рабан фон Канщайн (1617 – 1680) и Хедвиг София фон Крахт (1633 – 1694). Внук е на прочутия фрайхер Кристоф Мартин фон Дегенфелд (1599 – 1653), военен командир при Валенщайн, и съпругата му Анна Мария Аделман фон Аделмансфелден (1610 – 1651).
Кристоф Мартин започва военна служба в Курфюрство Брауншвайг-Люнебург като лейтенант. След това той е на служба в Курпфалц, където става полковник-лейтенант и полковник на „Лайб-Драгонер-Регимент“. На 13 април 1716 г. е издигнат на имперски граф от император Карл VI. През 1721 – 1739 г. е кралски пратеник във Франкфурт на Майн. От 1722 г. е генерал-майор на кавалерията и министър в Рейн и Швабския окръг. На 23 януари 1730 г. става държавен и военен министър, през октомври 1732 г. генерал-лейтенант и рицар на Ордена на Черния орел.
Съпругата му Мария наследява голямо състояние от умрялата ѝ леля рауграфиня Луиза фон Пфалц на 6 февруари 1733 г. и те се местят във Франкфурт. През 1733 г. той е пратеник в двора в Лондон.
Кристоф Мартин умира на 73 години на 16 август 1762 г. във Франкфурт на Майн.

## Фамилия
Кристоф Мартин фон Дегенфелд-Шонбург се жени на 31 януари 1717 г. в Лондон, Хилингтон, за графиня Мария фон Шьонбург/Шомберг (* 16 март 1692, Лондон; † 29 април 1762, Франкфурт на Майн), дъщеря на генерал Майнрад II фон Шомберг, 1. херцог Лайнстер (1641 – 1719), на английска служба, и рауграфиня Каролина Елизабет фон дер Пфалц (1659 – 1696), дъщеря на курфюрст Карл I Лудвиг фон дер Пфалц (1617 – 1680) и Мария Луиза фон Дегенфелд, рауграфиня на Пфалц (1634 – 1677). Те имат децата:
- Вилхелмина Хелена Луиза (* 15 ноември 1717; † 19 март 1718)
- Елизабет Доротея (* 12 декември 1718; † 8 февруари 1771), омъжена 1751 г. за граф Карл фон Визер
- Мария (* 17 ноември 1720; † 16 декември 1720)
- Фридрих Кристоф фон Дегенфелд-Шонбург (* 12 декември 1721; † 10 март 1781, Виена), лейтенант-генерал, пруски пратеник във Виена, женен на 7 януари 1750 в 'с-Гравенхаге, Хага, за далечната си братовчедка графиня Луиза Сузана ван Насау (* ок. 1726; † 2 август 1803, Виена)
- Фридерика София (* 5 април 1723; † 7 декември 1789), омъжена на 20 януари 1750 г. за граф Хайнрих фон Бунау (1720 – 1784)
- Максимилиан Кристоф (* 10 декември 1725; † 31 декември 1725)
- Маргарета Амалия (* 11 декември 1727), омъжена на 20 януари 1753 г. за фрайхер Густав Родер фон Швенде († 1788)
- Август Кристоф фон Дегенфелд-Шонбург (* 21 март 1730, Франкфурт на Майн; † 17 април 1814, Айбах), женен I. на 18 октомври 1755 г. за фрайин Елизабет Луиза фон Рахнотц (* ноември 1732; † 11 юни 1757), II. на 3 август 1762 г. във Франкфурт на Майн за Хелена Елизабет Ридезел, фрайин цу Айзенбах (* 14 август 1742, Холрих; † 3 август 1811, Айбах)
- Фридрих Вилхелм Кристоф (* 16 юли 1732; † 20 декември 1743)